# Reijo Vähälä
Reijo Vähälä (* 7. März 1946 in Alajärvi; † 27. September 2024) war ein finnischer Leichtathlet, der sich auf den Hochsprung spezialisiert hatte. Er war Europameisterschaftszweiter 1969.

## Sportliche Karriere
Vähälä war 1966 und 1970 finnischer Meister im Hochsprung.
Im März 1969 bei den Europäischen Hallenspielen in Belgrad belegte Vähälä mit 2,05 Meter den elften Platz. Im September bei den Europameisterschaften 1969 in Athen übersprangen in der Qualifikation elf Athleten 2,11 Meter. Reijo Vähälä sprang 2,08 Meter im ersten Versuch und rückte als Zwölfter ins Finale. Im Endkampf überquerten drei Sportler 2,17 Meter. Nach der Mehrversuchsregel siegte Walentin Gawrilow aus der Sowjetunion vor Reijo Vähälä und dem Italiener Erminio Azzaro. Die 2,17 Meter von Athen waren auch Vähäläs Karrierebestleistung.
1970 wurden die Hallenspiele durch die Halleneuropameisterschaften abgelöst. Bei den Halleneuropameisterschaften 1970 in Wien belegte Vähälä mit 2,11 Meter den zehnten Rang. Im Jahr darauf nahm Vähälä an den Freiluft-Europameisterschaften in Helsinki teil. Für den Finaleinzug wurden 2,12 Meter benötigt, Vähälä schied mit 2,08 Meter in der Qualifikation aus.